# František Palík (1884)
František Palík (7. listopadu 1884, Slavice – 10. února 1962, Plzeň) byl český konstruktér bagrů, přezdívá se mu i český otec bagrů.

## Biografie
František Palík se narodil v roce 1884 ve Slavicích u Třebíče. Mezi lety 1899 a 1901 studoval na střední průmyslové škole v Přerově. Po konci první světové války byl zaměstnán v továrně Škoda Plzeň, kde se začal jako samostatný referent věnovat stavbě rypadel a pod jeho vedením se stavba rypadel vyvinula v jednu z hlavních činností podniku Škoda Plzeň. Vývoji se věnoval až do druhé světové války, po ní byl však odeslán do předčasného důchodu a s podnikem spolupracoval jen externě.